# 255P/Levy
255P/Levy – kometa krótkookresowa, należąca do rodziny Jowisza oraz obiektów bliskich Ziemi. 

## Odkrycie
Kometa została odkryta 2 października 2006 przez Davida Levy’ego.

## Orbita komety i właściwości fizyczne
Orbita komety 255P/Levy ma kształt elipsy o mimośrodzie 0,66. Jej peryhelium znajduje się w odległości 1,007 j.a., aphelium zaś 5,06 j.a. od Słońca. Jej okres obiegu wokół Słońca wynosi 5,29 roku, nachylenie do ekliptyki to wartość 18,26˚.
Jądro tej komety ma rozmiary maks. kilku km.